# Edmund Ruffin
Edmund Ruffin (5 janvier 1794 – 17 juin 1865) né dans le comté du Prince George en Virginie, est un fermier et propriétaire d'esclaves, un activiste politique des années 1850, et, malgré son grand âge, un soldat de l'armée des États confédérés, ayant plaidé, des années avant la guerre, pour une sécession des États-Unis. Il est également connu comme étant l'auteur du premier coup de feu tiré à la bataille de Fort Sumter, durant la guerre de Sécession.
À long terme cependant, Edmund Ruffin est plus connu pour son influence dans le travail de agriculteurs américains, proposant des méthodes pour préserver et améliorer la productivité des sols. Il a recommandé la rotation des cultures, tandis que cette méthode n'était alors que peu pratiquée. Plus jeune, il a étudié les caractéristiques des tourbières et des marécages afin d'apprendre à corriger l'acidité des sols. Aux États-Unis, il est en effet appelé le "père de la science du sol".
En tant qu'activiste pro-sécessionniste, il a écrit plusieurs livres traitant de l'esclavage et de l'économie du Sud profond, comparant les conditions de l'esclavage dans le Sud et le travail libre des noirs pratiqué dans le Nord. Au cours des trois décennies avant la guerre de sécession, ses écrits pro-esclavagistes ont reçu bien plus d'attention que ses écrits agricoles.
En 1989, son journal a été publié et édité à titre posthume par le Louisiana State University Press.

## Vie avant-guerre
Edmund Ruffin est né à Evergreen Plantation, dans le comté du Prince George, dans l'État de Virginie, provenant d'une classe aristocratique de planteurs de Virginie. Il descendrait directement du colonialiste William Randolph.
Dès 20 ans, Ruffin a expérimenté un projet consistant à rajeunir le sol de son terrain, qui a, par la suite, supporté plus d'un siècle de production de tabac. En 1843, il rachète Marlbourne, une plantation dans le comté de Hanovre, en Virginie, près de Richmond. Le sol ayant été épuisé par les plantations de tabac, cela le pousse à devenir ingénieur agronome, contribuant, plus tard, de par ses recherches, à révolutionner l'agriculture aux États-Unis. Il a été un pionnier dans la promotion de la conservation et du rajeunissement de la terre.

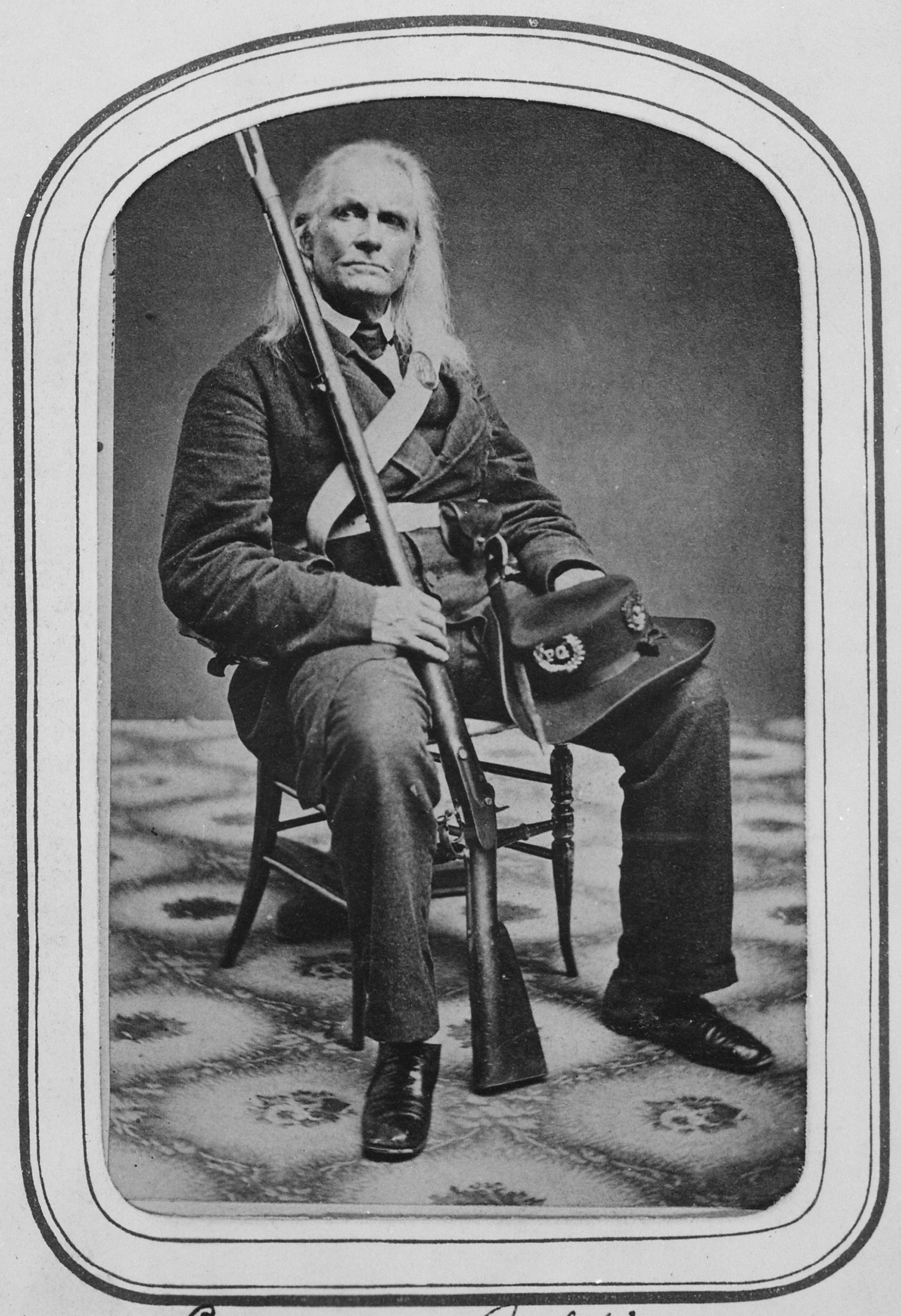
Edmund Ruffin après son premier tir lors de la Bataille de Fort Sumter

Pendant un certain temps dans les années 1840, Ruffin a été éditeur du Registre des agriculteurs. Il a fait longtemps étudié la possibilité d'utiliser de la chaux pour augmenter le pH des sols tourbeux ou marécageux. Dans l'un de ses documents, il explique comment l'application de terres calcaires sur les sols de ce type pouvait réduire leur acidité et contribué à de bien meilleurs rendements.
En 1852, il met en garde les agriculteurs de Virginie à propos de la faible qualité de leur sol et des plantations intensives qu'ils pratiquent. Selon lui, cette conduite pouvait conduire à la ruine des États du Sud, à force de sols épuisés, dans les années d'après-guerre.
S'il fut davantage populaire pour ses positions sur l'esclavagisme et les écrits qu'il a réalisé plus tard à ce sujet, ou encore en tant que premier tireur durant la bataille de Fort Sumter, il est aujourd'hui plus connu pour ses importantes contributions à l'agriculture des États-Unis, grâce à ses méthodes ingénieuses de rotation des cultures et de fertilisation, qui, à l'époque, n'étaient malheureusement que peu pratiquées par ses congénères.
Il fait partie d'un cercle d'intellectuels qui ont travaillé à la réformation de nombreux aspects du Sud. Ses collègues incluent Nathaniel Beverly Tucker, George Frederick Holmes, James Henry Hammond ou encore William Gilmore Simms, poète et historien. Ceux-ci cherchaient à justifier l'esclavage, pratique courante dans les états du Sud, et publiaient leurs recommandations dans ses périodiques de courte durée, se sentant injustement négligés par leurs congénères Sudistes.

## Activisme Politique
Ruffin était un fervent partisan de l'esclavage et défenseur des coutumes du Sud. Au fil du temps, il s'est radicalisé, jusqu'à déclarer que les hostilités contre l'Union étaient un mal nécessaire dans les années 1850. Il fut connu comme l'un des activistes qui auraient contribué à déclencher la guerre civile. Bien avant la guerre, celui-ci prônait en effet l'indépendance des états Sudistes. Il écrira, dans son journal, en janvier 1858 : "J'ai eu plus d'attention [de la part des lecteurs] à propos de mes écrits tardifs [sur l'esclavage] que sur ce que j'ai jamais écrit par le passé."
En 1859, Ruffin parvient à assister à l'exécution de John Brown, à Charles Town en Virginie, capturé à la suite d'une révolte abolitionniste des esclaves du Ferry Harper, plus tôt dans l'année. Afin d'accéder à l'événement, Ruffin rejoint le Military Institute cadet corps, malgré son grand âge, et entre dans la ville avec son bataillon.
En 1860, Ruffin publie un livre, Anticipations of the Future to Serve as Lesson for the Present Time. Rédigé sous la forme de lettres envoyées au London Times de 1864 à 1870, de la part d'un résident fictif des États-Unis d'origine anglaise. Il y prédit l'éclatement du Sud et du Nord, sous forme d'une guerre civile, qui surviendrait dès 1868, après la réélection du Président William Seward. Bien que la plupart de ses prédictions s'avérèrent êtres fausses, Ruffin a prédit correctement que la guerre de Sécession débuterait par l'attaque de Fort Sumter, en Caroline du Sud.

## Guerre Civile
Après l'élection d'Abraham Lincoln, en tant que Président des États-Unis, en 1860, Ruffin a voyagé en Caroline du Sud, où il avait déjà travaillé par le passé en tant qu’ingénieur agronome, espérant encourager la Sécession. Il écrit alors à son fils : "Les moments que j'ai passé ici ont été les plus heureux de ma vie".
Ruffin est crédité du premier coup de feu tiré à la bataille de Fort Sumter, événement qui aurait catalysé le déclenchement de la guerre de Sécession. Il serait également le premier à être entré dans la forteresse après sa capture au profit des Confédérés.
Malgré son âge avancé, Ruffin a participé à la guerre aux côtés des forces Confédérées. Lorsque la fin de la guerre est survenue, avec elle la défaite du Sud, celui-ci fut dévasté. De plus en plus découragé, après la reddition de Robert E. Lee à Appomattox en 1865, Ruffin décide de se suicider.

## Mort
Juste avant son suicide, Ruffin écrivit une dernière lettre dans son journal :
« Et maintenant, avec mon dernier écrit et ma dernière parole, et avec ce qui sera bientôt mon dernier souffle, ici, je répète, et aurais volontiers proclamé, ma haine absolue aux règles Yankee - À toutes les connexions politiques, sociales et économiques avec les Yankee, et à la perfide, maligne et vile race Yankee. »
Ruffin plaça le canon de son fusil dans sa bouche, et utilisa un bâton fourchu afin de manipuler la gâchette. L'amorce est partie sans tirer de balle, alertant la belle-fille de Ruffin. Mais, au moment où celle-ci et son fils atteignirent sa chambre, Ruffin avait rechargé son fusil et tiré un coup de feu mortel. Son corps fut renvoyé à Marlbourne, sa plantation dans le comté de Hanover, en Virginie, où il est enterré.